# Ik Enemkpali
Ikemefuna Chinedum Enemkpali, detto IK (Pflugerville, 3 luglio 1991), è un giocatore di football americano statunitense che gioca nel ruolo di defensive end per i Buffalo Bills della National Football League (NFL). Fu scelto nel corso del sesto giro (210º assoluto) del Draft NFL 2014 dai New York Jets. Al college ha giocato a football alla Louisiana Tech University.

## Carriera professionistica

### New York Jets
Enemkpali fu scelto nel corso del sesto giro del Draft 2014 dai New York Jets. Debuttò come professionista subentrando nella settimana 5 contro i San Diego Chargers. La sua prima stagione si chiuse con 3 tackle in sei presenze. L'11 agosto 2015 fu svincolato dopo avere rotto la mandibola al quarterback Geno Smith durante una rissa nello spogliatoio.

### Buffalo Bills
Il giorno successivo Enemkpali firmò coi Buffalo Bills.

## Statistiche
| Partite totali      | 6 |
| Partite da titolare | 3 |
| Tackle              | 1 |
| Sack                | 0 |
| Intercetti          | 0 |

Statistiche aggiornate alla stagione 2014